# Taşmanlı, Sinop
Taşmanlı là một xã thuộc thành phố Sinop, tỉnh Sinop, Thổ Nhĩ Kỳ. Dân số thời điểm năm 2011 là 612 người.